# Yoon Mi-rae
Natasha Shanta Reid (Fort Cavazos, 31 de maio de 1981), mais conhecida pelo seu nome coreano Yoon Mi-rae, é uma rapper coreana-americana. Ela faz parte dos grupos coreanos de hip-hop The Movement e MFBTY.

## Biografia

### Infância
Tasha nasceu em Fort Hood, Texas, de uma mãe sul-coreana e um pai afro-americano com ascendência africana e escocesa. Frequentemente sofreu discriminação por ser mestiça. Seu pai era DJ quando ela era jovem, então logo ela se tornou familiarizada com a música. Tasha também viveu em Fort Lewis, Washington, por um tempo.

### Carreira
Em 1995 ela começou a reunir membros para um grupo que mais tarde seria conhecido por Uptown. Eles debutaram na Coreia do Sul em 1997, quando Tasha tinha 16  anos de idade.
Em 1999 ela também formou "Tashannie", um projeto de hip-hop e R&B no qual ela era a vocalista principal ao lado de Annie Lee, que era a rapper. A partir daí suas letras a renderam bastante atenção, então sua popularidade cresceu.
Depois que um escândalo envolvendo maconha forçou o Uptown a se separar em 2000, Reid se preparou para seu debut solo. Em 2011 ela começou sua carreira solo com o apelido "T". Ela trabalhou com vários produtores musicais para seu primeiro projeto solo, incluindo John Earl Watley III, de Los Angeles, agora no Japão.
Ela foi uma das juradas da terceira temporada do programa Superstar K, e voltou para ser jurada na quarta temporada.

## Vida pessoal
Tasha fala coreano e inglês fluentemente, é embaixadora e porta-voz de uma organização de apoio para jovens mestiços. Ela é casada com o rapper sul-coreano Tiger JK desde 2007, com quem tem um filho.

## Discografia

### Álbuns
- As Time Goes By (2001)
- Gemini (2002)
- To My Love (2002)
- T Best (2003)
- T3 - Yoon Mi Rae (2007)
- 떠나지마... (EP) (2009)
- Get It In (The Creators Project) (EP) (2011)

### Singles
- Wonderful (com Kim Jo Han) (2007)
- Rhapsody Part 2 (with Tiger JK) (2008)
- Please Don't Go (2009)
- Let's Dance (com Yoo Jae Suk) (2009)
- Doo Doo Doo Wop Ba Ba Lu (2011)
- Sweet Dream (com Tiger JK e Bizzy como MFBTY) (2013)
- Touch Love (The Master's Sun OST) (2013)
- I Love You (It's Okay, That's Love OST) (2014)[3][4]
- I'll Listen To What You Have To Say (Who Are You: School 2015 OST)
- This Love (2015)
- "Self Love" (2022) (F.Hero feat. Tiger JK, Yoon Mi-rae, Billkin)

## Aparições
- Infinity Challenge (2011) - Convidada
- Superstar K3 (2011) - Jurada
- Running Man (2011) - Convidada
- We Got Maried (2011) - Apareceu ao lado do marido Tiger JK, e do filho Jordan, como convidados no episódio com o casal Khuntoria.

## Prêmios
| Ano  | Prêmio                  | Categoria                  | Indicado    | Resultado |
| ---- | ----------------------- | -------------------------- | ----------- | --------- |
| 2013 | MelOn Music Awards      | Melhor Original Soundtrack | Yoon Mi-rae | Venceu    |
| 2013 | Mnet Asian Music Awards | Melhor Original Soundtrack | Yoon Mi-rae | Venceu    |